# Polyéthylène basse densité linéaire

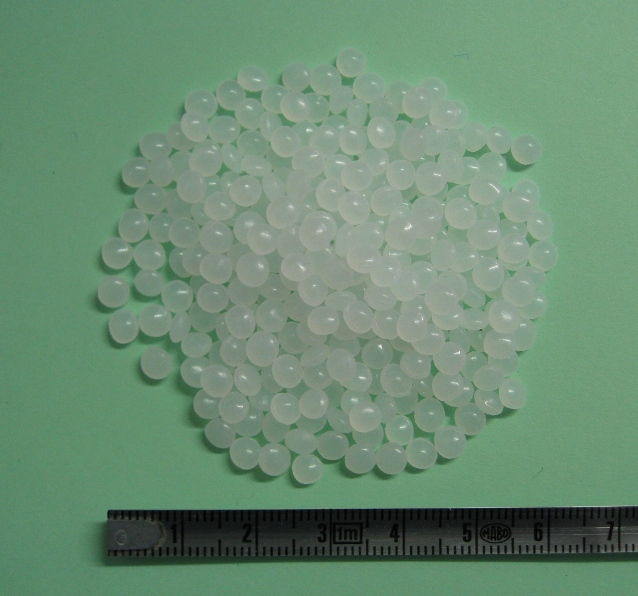
Granulés de LLDPE destinés à être mis en forme.

Le polyéthylène basse densité linéaire (sigle PEBDL ou LLDPE de Linear low-density polyethylene en anglais) a été inventé pour remplacer le polyéthylène basse densité (PEBD) en 1970.
Ce copolymère éthylène/α-oléfine supérieure (propène, butène, etc.) est souvent préparé par polymérisation coordinative (contrairement au PEBD conventionnel qui est obtenu par polymérisation radicalaire) de type catalyse de Ziegler-Natta ou catalyse Phillips.
Concernant sa morphologie, il possède des ramifications de chaîne plus courtes (short branching) que celles du PEBD ; d'autre part, sa distribution des masses moléculaires est plus étroite. Sa densité vaut 0,92.
Il présente une meilleure résistance à la rupture en traction que le PEBD. Cela permet par exemple d'utiliser des sacs en plastique ou des films étirables plus fins, comparativement au PEBD.
Comme toutes les polyoléfines, il est recyclable.

## Commerce
En 2014, la France exporte en moyenne 12 000 t de PEBDL par mois, et en importe en moyenne 18 000 t.
Ses principaux partenaires commerciaux sont à l'export :
- Allemagne (22 %) ;
- Italie (21 %) ;
- Espagne (9 %).

Ses principaux partenaires commerciaux sont à l'import :
- Belgique (25 %) ;
- Arabie Saoudite (17 %) ;
- Allemagne (15 %) ;
- Espagne (9 %) ;
- Pays-Bas (9 %).

[Quand ?]D'après les douanes françaises, le prix du PEBDL à l'export à la tonne est d'environ 1 200 €.